# Zakon jačega
Zakon jačega – dziesiąty album studyjny grupy Hari Mata Hari. Został wydany w 2004 roku przez wytwórnie płytowe: Hi-Fi Centar (Belgrad), Croatia Records (Zagrzeb) i Diskoton (Sarajewo). Piosenki nagrano i zmiksowano w studiu "Matrix", producenta muzycznego Samira Šestana "Droge". Na albumie znalazło się 10 kompozycji, m.in. tytułowa piosenka "Zakon jačega" z którą zespół, wraz z Kemalem Monteno wystąpił na festiwalu w Splicie. Teksty do piosenek napisał Fahrudin Pecikoza, z wyjątkiem ósmej kompozycji "Moj si porok", którą napisała Gordana Milutinović.

## Tytuły piosenek
1. "Vječno u nju zaljubljen"
2. "A gdje je ona (slatka k'o bombona)"
3. "Kad jesen zamuti"
4. "Zakon jačega"
5. "Nema čega nema"
6. "Napiši mi na čelo"
7. "Što me mamiš"
8. "Moj si porok"
9. "Proljeće je"
10. "Idi, idi"

## Członkowie zespołu

### Hari Mata Hari
- Hajrudin Varešanović - wokal
- Izo Kolećić - perkusja
- Karlo Martinović - gitara solo
- Nihad Voloder - gitara basowa